# Dmitrij Nielubin
Dmitrij Władisławowicz Nielubin (ros. Дмитрий Владиславович Нелюбин, ur. 8 lutego 1971 w Leningradzie  – zm. 1 stycznia 2005 Petersburgu) – rosyjski kolarz torowy i szosowy reprezentujący także ZSRR, mistrz olimpijski i trzykrotny medalista torowych mistrzostw świata. Zasłużony Mistrz Sportu ZSRR.

## Kariera
Syn Władysława Nielubina, drugiego kolarza Wyścigu Pokoju w 1972. Dmitrij Nielubin próbował także swoich sił jako kolarz szosowy, ale bez większym sukcesów. Przeszedł do historii jako najmłodszy mistrz olimpijski w kolarstwie torowym, zdobył złoto w ekipie radzieckiej w wyścigu drużynowym na 4000 m (1988). Partnerowali mu Wiaczesław Jekimow, Artūras Kasputis i Gintautas Umaras. W czasie igrzysk w Seulu miał 17 lat.
Zmarł tragicznie, pchnięty nożem w przypadkowej bójce w czasie zabawy noworocznej.